# Cabrières, Gard
Cabrières là một xã trong tỉnh Gard thuộc vùng Occitanie, phía nam nước Pháp. Xã Cabrières, Gard nằm ở khu vực có độ cao trung bình 200 mét trên mực nước biển.